# Agricultura intensiva de la provincia de Almería
La agricultura intensiva de la provincia de Almería, España, es un modelo de explotación agrícola de alto rendimiento técnico y económico basado en el empleo racional del agua, el enarenado, el uso de invernaderos de plástico, elevada capacitación técnica y alto nivel de empleo de insumos, sobre las características peculiares del medio.

«…un tomate puede albergar tanta tecnología como un Ferrari, puesto que es producto de la investigación contra las plagas, por la búsqueda de recursos hídricos o por la mejora de los invernaderos». (Jorge Jordana, ingeniero agrónomo, economista y profesor universitario.)

Localización de la provincia de Almería.

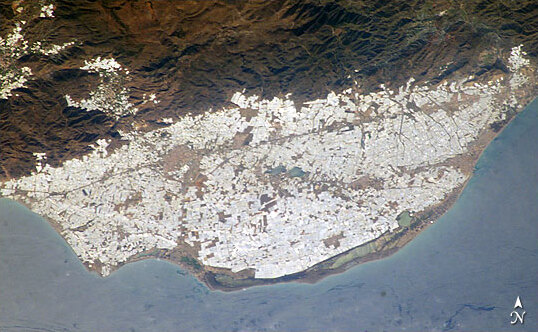
Imagen de satélite del Campo de Dalías y su «Mar de plástico» formado por invernaderos.

Ha sido el elemento impulsor de la economía almeriense desde los años 60, capaz de un alto nivel de producción para el consumo nacional y la exportación, generador de un sistema empresarial de empresas relacionadas, de servicios auxiliares, comercializadoras, creador de empleo y de un elevado valor añadido bruto (VAB). Su principal exponente se encuentra en el llamado Campo de Dalías, que incluye los municipios de Dalías, Berja, El Ejido, hasta Adra o en Vícar, La Mojonera y Roquetas de Mar. También se ha desarrollado este modelo en el Campo de Níjar.
Los productos más representativos son: tomate, pimiento, berenjena, calabacín, melón, sandía o pepino; rosas, crisantemos, claveles, para flor cortada, y plantas ornamentales. Existe una Indicación Geográfica Protegida: Tomate de La Cañada-Níjar. Una variedad característica es el tomate Raf (Resistente a Fusarium).
Debido al gigantesco volumen de productos hortofrutícolas generados y a la enorme cantidad de exportaciones a Europa que se llevan a cabo desde esta región, a Almería se le conoce como la «Huerta de Europa».

## Medio
- Microclima óptimo para el cultivo intensivo en cualquier época del año, menos heladas y más horas de sol al año (más de tres mil). En invierno la temperatura media del Campo de Dalías es de unos 10 grados, y suele rebasar los 20 durante el día.[cita requerida]

## Características técnicas

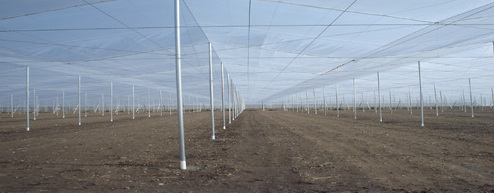
Vista interior de un parral almeriense.

- Aprovechamiento de acuíferos o bolsas subterráneas de agua y sistemas de riego y abonado por goteo.
- Enarenado, consistente en extender una fina capa de arena sobre el suelo fertilizado.
- Empleo de invernaderos.
- Control integrado de plagas, manejo integrado de plagas o MIP.
- Predominio de minifundios o explotaciones familiares de una hectárea aproximadamente, con pequeños agricultores independientes o propietarios.
- Alto nivel de formación y capacitación técnicas.

## Historia
Los cultivos característicos de la provincia de Almería fueron los de secano mediterráneo, como cereales, olivo, vid o cítricos. En la zona del Campo de Dalías, cebada, higo chumbo, junto a una ganadería de subsistencia; o el aprovechamiento del esparto. Su gran producto exportador desde el siglo XIX hasta los años 60 fue la uva de mesa, también conocida como uva de Ohanes o uva del barco.

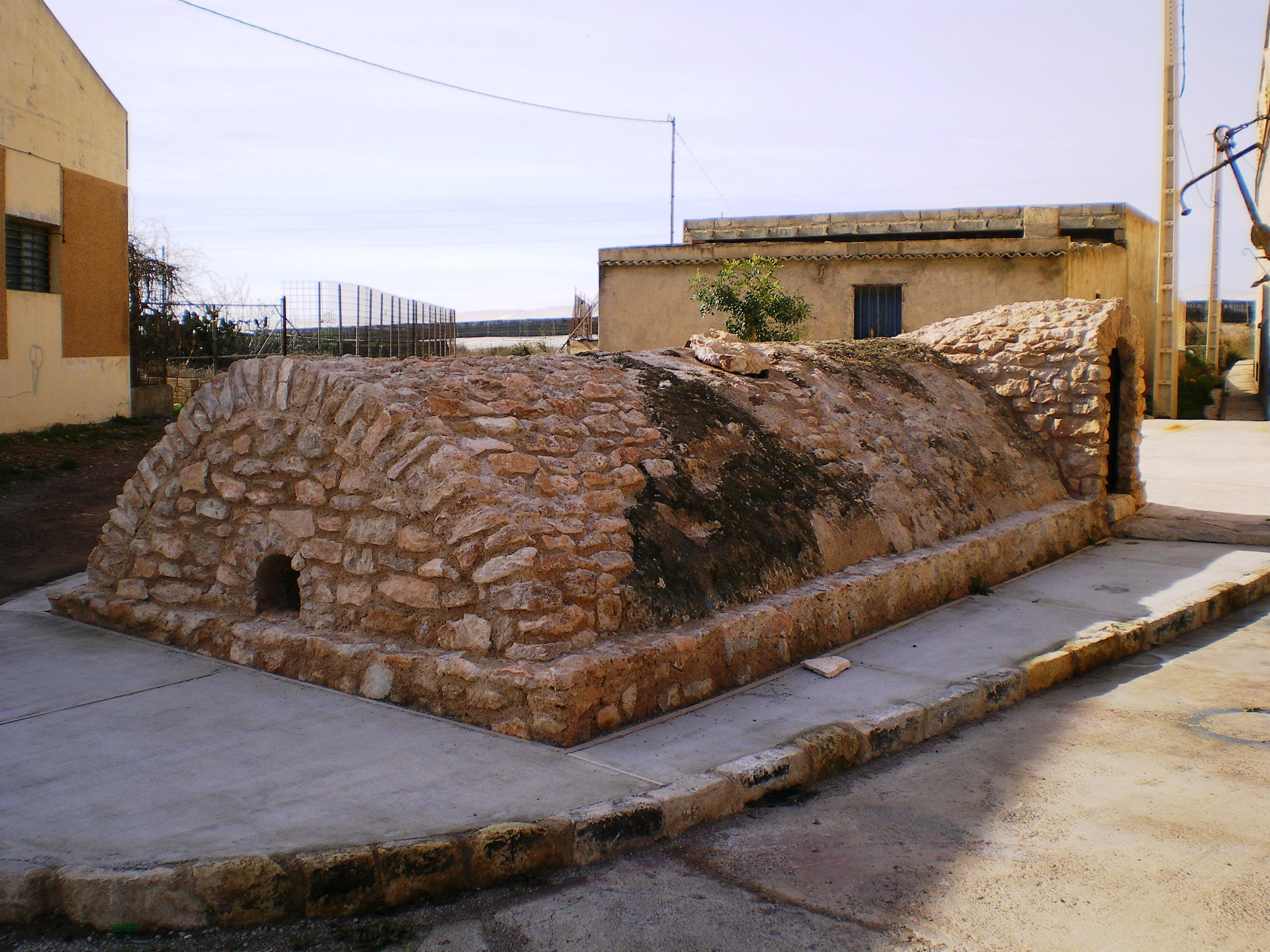
Aljibe Daimuz, ss.XII-XIII (El Ejido).

El aprovechamiento de un bien tan escaso como el agua ha sido un problema secular en la provincia de Almería. Se conservan estructuras para la recogida y almacenamiento de agua de lluvia en aljibes. En el siglo XIX se intenta paliar este problema con la construcción de embalses como el de Isabel II y en el siglo XX otros como el pantano de Benínar o el embalse de Cuevas del Almanzora. La existencia de los acuíferos subterráneos era conocida tiempo atrás. Se sabe de la existencia del acuífero del Campo de Dalías desde comienzos del siglo XX, pero no era posible sacar el agua desde unas profundidades de 40 a 100 metros. En 1957 comenzaron a emplearse modernas bombas de gran capacidad. El Ministerio de Agricultura puso en marcha proyectos de irrigación en dicha zona y el uso de enarenados que neutralizan los efectos de la sal del agua evitando que llegue hasta las raíces de las plantas y mantienen la humedad del suelo y el calor más tiempo, lo que acelera su crecimiento.

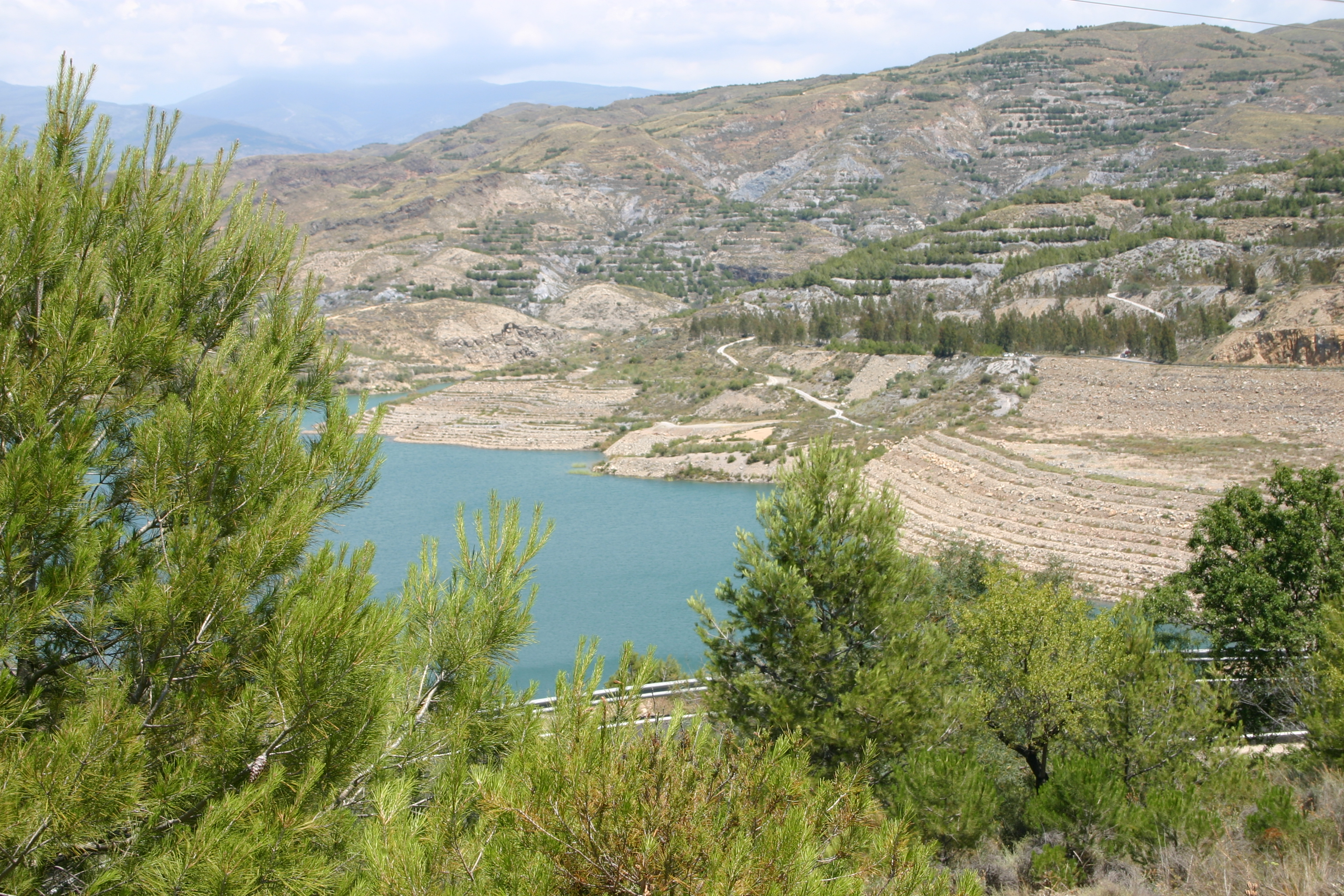
El Pantano de Benínar.

El primer invernadero se construyó en 1963 y la técnica se extendió por el Campo de Dalías o Poniente Almeriense y posteriormente por el Campo de Níjar, en el levante. Era la época del milagro económico español (1959-1973). El uso del polietileno como sustituto del cristal ya había sido probado en las Islas Canarias y en Cataluña con anterioridad. El plástico era extendido sobre postes de madera o estructuras metálicas y sujeto por medio de alambre. El plástico transparente intensifica el calor y mantiene la humedad. Esto permite recoger cosechas un mes antes que en campo abierto y más anticipación que en otras regiones, iniciando recolecciones en diciembre y permitiendo el crecimiento vegetal de las siembras de otoño-invierno hasta marzo, duplicando y en ocasiones triplicando el número de cosechas.
A los municipios originarios del Campo de Dalías (Dalías, Felix, Vícar y Roquetas de Mar) fueron añadiéndose otros de nueva creación (El Ejido y La Mojonera) y colindantes como Adra, Berja, hasta llegar al municipio de Almería (El Alquián, La Cañada de San Urbano) o Níjar. Actualmente el Campo de Dalías cuenta con la mayor superficie de invernaderos del mundo.[cita requerida]
La superficie invernada ha ido creciendo desde 2009 y en 2015 superó las 30.230 hectáreas. Vera y Pulpí están a la cabeza de dicho crecimiento. Para paliar el déficit hídrico de la comarca, en 2015 entró en servicio la Desaladora Campo de Dalías de Acuamed.

### Colonización
El Instituto Nacional de Colonización (INC) realizó diversas actuaciones en Almería desde su creación el 18 de octubre de 1939, hasta su transformación en el Instituto de Reforma y Desarrollo Agrario (IRYDA) en 1971, promoviendo planes de colonización por el que se asentaron una serie de agricultores en antiguas tierras de secano transformadas en regadíos, creándose una serie de poblados donde se asentaron o ampliando algunos núcleos preexistentes:
- Atochares (Níjar)
- Campohermoso (Níjar)
- El Parador de las Hortichuelas (Roquetas de Mar, Vícar)
- Camponuevo del Caudillo (La Mojonera)
- Las Norias de Daza (El Ejido)
- Puebloblanco (Níjar)
- San Isidro (Níjar)

### Evolución comercial
En febrero de 2010 entró en vigor un nuevo reglamento de certificación de la marca N de Aenor para frutas y hortalizas para consumo en fresco. Este reglamento describe el sistema de control de la Norma UNE 155. Esta marca garantiza a los clientes que los productos cumplen unos protocolos de calidad que incluyen las buenas prácticas agrícolas, el respeto al medio ambiente, trazabilidad y medidas sociales. El cumplimiento de la norma cubre casi todos los requisitos que la gran distribución europea exige a los productores de frutas y hortalizas. Dichas normas están homologadas con el protocolo GLOBALGAP.
Según los datos de EXTENDA, el valor de las exportaciones de frutas y hortalizas en el año 2012 ascendió a 1.914,1 millones de euros, un crecimiento del 9,7% respecto a 2011. Las hortalizas y legumbres frescas aportaron 1.665,5 millones. Se contabilizaron 359 empresas exportadoras, 222 regulares. Estas ventas supusieron el 47,3% del total de la comunidad autónoma. Entre los países clientes destacan Alemania, 29,7% del total, Francia, 15%, Países Bajos, 13,1%, Reino Unido, 11,3%, e Italia, 7,2%. Le siguen Polonia, Bélgica, Suecia, Dinamarca y Portugal. Según la misma fuente, en los primeros seis meses del año 2013 las ventas ascendieron a 1.600 millones de euros, un 14,6% más que el año anterior.
Entre enero y octubre de 2013 la provincia exportó más de 12,8 millones de kilos de plantas vivas y flor cortada, un 18,4% más que en el mismo período de 2012. La facturación ascendió a casi 18,7 millones de euros, un 56% más. Las exportaciones de plantas ornamentales supusieron más de 17,8 millones de euros, un incremento del 59% con respecto al mismo período de 2012. Los principales países compradores son Francia, con un 59,6% de las plantas, Alemania, con un 14,2%, y Países Bajos, con un 10,6%. Le siguen Bélgica, Portugal, Italia, Reino Unido, Estados Unidos y Marruecos.
Se observa cada vez más la especialización de los agricultores por un solo producto, así como la concentración de la comercialización del género en unas pocas empresas de gran tamaño. Las mayores empresas como Agroponiente, Unica Group, CASI, Alhóndiga La Unión, Agroiris y Vicasol concentran un 35 % de la cuota de mercado en 2015.

## Control integrado de plagas
En agricultura se entiende como manejo integrado de plagas (MIP) o  control integrado/integral de plagas (CIP) a una estrategia que usa una gran variedad de métodos complementarios: físicos, mecánicos, químicos, biológicos, genéticos, legales y culturales para el control de plagas. Estos métodos se aplican en tres etapas: prevención, observación y aplicación. Es un método ecológico que aspira a reducir o eliminar el uso de plaguicidas y de minimizar el impacto al medio ambiente. Se habla también de manejo ecológico de plagas (MEP) y de manejo natural de plagas.
La Orden de la Consejería de Agricultura y Pesca de la Junta de Andalucía de 29 de diciembre de 2014, por la que se modifica la Orden de 12 de diciembre de 2001, establece las medidas de control obligatorias, así como las recomendadas en la lucha contra las enfermedades víricas en los cultivos hortícolas.
Hasta el año 2015 el 60% de la superficie dedicada a los cultivos hortícolas de la provincia utilizaban técnicas de control biológico de plagas. Los porcentajes son superiores en algunos cultivos fundamentales como el pimiento, el 100%, y el tomate, el 85%. En total, unas 26600 hectáreas de hortícolas protegidos emplean estas técnicas, cuando en 2006 solo se usaban en unas 129.
La Consejería de Agricultura y Pesca de la Junta de Andalucía pone en marcha en 2016 un plan (Compromiso Verde) para ampliar hasta el 100% dicha superficie. Para la Junta ese es el modelo que debe ampliar las distancias con los cultivos tradicionales y dejar patente de una forma definitiva que Almería produce con más calidad, más trazabilidad y más seguridad alimentaria que cualquiera:

«…garantiza la calidad y mejora el posicionamiento de nuestros productos en los mercados internacionales, aumenta la rentabilidad de las explotaciones, potencia el respeto al medio ambiente y minimiza la presencia de insectos vectores de virus y favorece la correcta gestión de las plagas». (Carmen Ortiz Rivas, Consejera de Agricultura, Pesca y Desarrollo Rural.)

### Residuos
Los análisis realizados a los productos hortícolas en 2015 indican que solo en un 0,6% de las muestras aparecen residuos de plaguicidas, cuando la media europea es del 2,8% (cinco veces más). De 3600 muestras tomadas en inspecciones en 2017 solo 6, el 0,16 %, superaba los niveles máximos de residuos permitidos, frente al 2,8 % de la media europea.

## Estructura empresarial y productiva

### Comunidades de regantes
- Comunidad de regantes Las Cuatro Vegas de Almería (Viator).[12]
- Comunidad de regantes de Pulpí (Pulpí).[13]
- Comunidad de regantes del Río Adra (Adra).
- Comunidad de regantes Cairos-Zabala (Adra).
- Comunidad de regantes Sol y Arena (Roquetas de Mar).[14]
- Comunidad de regantes Sol Poniente (Balerma, El Ejido).[15]
- Comunidad de regantes Tierras de Almería (El Ejido).[16]
- Comunidad de usuarios de Aguas de la Comarca de Níjar (Níjar).[17]
- Comunidad de usuarios de los Acuíferos de la Sierra de Gádor (El Ejido).

### Desaladoras
- Desaladora Campo de Dalías.
- Desaladora de Carboneras.
- Desaladora de Cuevas del Almanzora.

### Semilleros
- Almeriplant, S.A.T. (Puebla de Vícar, Vícar).[18]
- Cristalplant, S.L. (San Agustín, El Ejido).[19]
- El Plantel Semilleros (La Mojonera).[20]
- Semilleros Crisel (La Mojonera).[21]
- Semilleros Laimund, S.L. (El Ejido).[22]

### Plásticos y suministros agrícolas
- Politiv Europa, S.L. "Plásticos y Mallas Agrícolas" (Santa María del Águila, El Ejido)[23]
- Antonio Navarro S.A., NAVASA, (Almería).[24]
- Deretil (Villaricos, Cuevas del Almanzora).[25]
- Grupo TPM (Torres, Plastimer, Macresur),[26] ahora Morera y Vallejo Industrial.[27][28][29]
- La Mojonera, S.C.A. (La Mojonera).[30]
- Plásticos Mare Nostrum, S.L. (La Redonda, El Ejido).[31]
- Solplast, S.A.[32]
- Sotrafa, S.A. (Santa María del Águila, El Ejido).[33]
- Suca, S.C.A. (El Ejido).[34]
- Suministros Agrícolas Caudal.

### Lucha integrada y control de plagas. Polinización
- Agrobío, S.L.[35]
- Agrocolor, S.L.[36]
- Biobest.[37]
- Biocolor.[38]
- Bioline Iberia.[39]
- Biosur, S.L.[40]
- Koppert.[41]

### Comercialización

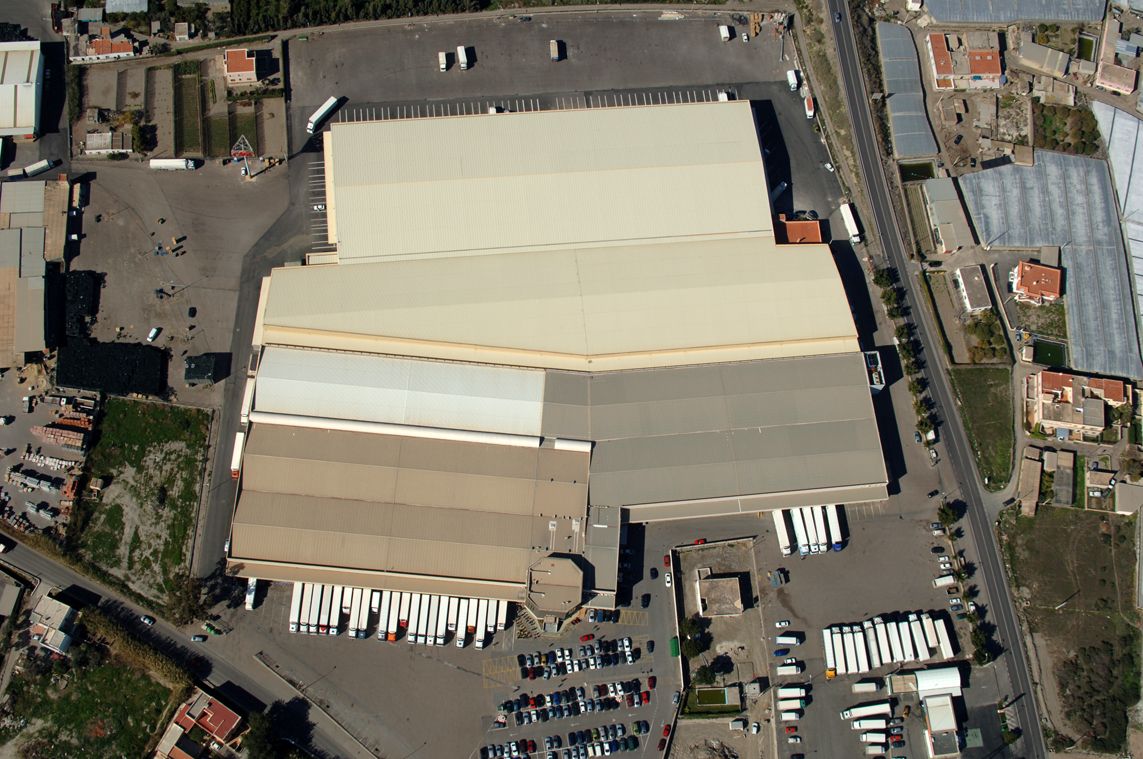
Vista aérea de las instalaciones de la Cooperativa CASI en Almería.

- Asociación de Organizaciones de Productores de Frutas y Hortalizas de Almería COEXPHAL
- Agroejido.[42]
- Agroiris, S.A.T.[43] (que incluye las antiguas S.A.T. Mayba,[44] Ejidoluz y a Campo Almería).[45]
- Agroponiente:[46]
  - Vega Cañada, S.A. (El Alquián, Almería).[47]
- Agrupaadra.[48]
- Agrupaejido (El Ejido):[49]
  - Alhóndiga Cehorpa.
  - Pandal Export.
- Agrupa Pulpí.[50]
- Alhóndiga La Unión (El Ejido).[51]
- Canalex (El Ejido).[52]
- Cooperativa provincial agraria y ganadera San Isidro (CASI) (La Cañada de San Urbano, Almería).[53]
- CoprohNíjar.[54]
- Ejidomar, S.C.A.[55]
- Escobar y Castañeda, S.L. (Las Norias de Daza, El Ejido).[56]
- Femago (El Ejido):[57]
  - Agrocastell.
  - Agrupalmeria.[58]
  - Uniagro.
- Grupo Lara Castañeda.[59]
- Hortofrutícola Costa de Almería, S.L., antes S.A.T. Costa de Almería.[60]
- Hortofrutícola Mabe, S.A.T.[61]
- Indasol, S.A.T.[62]
- Industrias Alimenticias Suflí (Suflí).
- Inver S.A.T.[63]
- Kop Almería, S.L. (La Mojonera).[64]
- Las Hortichuelas, S.A.T.[65]
- Unica Group (Almería):[66]
  - Cabasc, Casur, Cohorsan, Cota 120, El Grupo, Ferva, parque natural, Agrolevante y Parafruts.
- Vicasol, S.C.A. (Puebla de Vícar, Vícar).[67]

#### Ferias
- Desde 1981 se celebra la Expo Agro de Almería como punto de negocio y conocimiento de productos y servicios.
- También se celebra en el levante la Expolevante de Níjar.

### Transporte
- Frío Ejido.[68]
- Murgi Cargo, S.L.[69]
- Grupo J.Carrión.[70]
- Transportes Evaristo Molina, Grupo Truck Stop, transportes y áreas de servicios (El Ejido).[71]

### Laboratorios. Seguridad alimentaria
- Laboratorios SICA AgriQ.[72]
- Laboratorio LABCOLOR[73]

### Economía de la hibridación o disruptiva
- Clisol, turismo agrícola y visitas guiadas.[74]

### Finanzas
- Caja Rural Provincial de Almería, luego Cajamar.
- Monte de Piedad y Caja de Ahorros de Almería, desde 1991 Unicaja.

### Formación
- Universidad de Almería.[75]
- Escuela Familiar Agraria Campomar.[76]
- Escuela Agraria de Vícar.[77]

### Comunicación
- A en Verde - Medio de agricultura especializado en horticultura bajo abrigo (invernaderos).
- Agricultura2000, el periódico mensual del campo almeriense para el siglo XXI.[78]
- Diario La Voz de Almería.[79]
- Ecohal, periódico de la Asociación de Alhóndigas de Almería, publicación bimestral.
- Fhalmería, revista agraria mensual de la provincia de Almería.[80]
- Frutas y Hortalizas.[81]

### Economía sumergida
Durante los años 2010 se ha ido desarrollando lenta pero progresivamente una agricultura sumergida relacionada con el cultivo de cannabis, realizada tanto en invernadero como en el interior de almacenes y domicilios. La producción almeriense de marihuana es apreciada a nivel europeo por su calidad, siendo de hecho en su mayor parte exportada a todo el Viejo Continente. Se ha intentado atajar el problema concediendo licencias para el cultivo de cannabis terapéutico, cerca de la zona de Retamar.